# Richter-nyaraló
A Richter-nyaraló (csehül: Letohrádek Richterův) Prágában, a régi várlépcső mellett áll a Szent Vencel szőlőjének is nevezett kert szélén (Staré zámecké schody 6/251, Praha 1). Gyakran Richter-villának (csehül: Richterova vila) nevezik.

## Története
1832-ben épült Josef Peschka tervei szerint a névadó Richter család számára. A második világháború után először a kubai nagykövetséget helyezték itt el, majd az állambiztonsági hivatalt. Ezután egy ideig Otakar Vávra filmrendező lakott itt, végül, 1992-ben a prágai vár hivatalának kezelésébe került. Ezután nyilvános pályázatot írtak ki felújítására és a Szent Vencel szőlőjéhez kapcsolódó, vendéglátó jellegű hasznosítására. A szőlőt és a nyaralót 2008 júniusában nyitották meg a látogatók számára.

## Az épület
A Kinský nyári lak mellett ez Prága másik legismertebb klasszicista villája.

## Az éttermek
A 2008-ban lezárult átépítéssel a nyaraló földszintjén egy (Piano Terra), az első emeleten egy másik (Piano Nobile), a teraszon egy harmadik (Panorama Pergola) éttermet alakítottak ki. A három éttermet Petr Hajný főszakács a hirdetések szerint valóságos gasztronómiai oázissá alakította Prága szívében.
A Piano Nobile biedermeier bútorokkal berendezett termeihez egy szőlőmotívumokkal és kristálycsillárokkal ékített üvegház is csatlakozik. Kínálata az egykori Habsburg-birodalom népeinek jellegzetes ételeit vonultatja fel a hagyományos cseh ételek mellett osztrák, magyar, szlovén, tiroli, horvát és zsidó fogásokkal. Borválasztékában 2500 fajta szerepel; a borokat a nyaraló pincéjében tartják.
A földszinti teraszon a Piano Terra hagyományos cseh fogásokat kínál. A Panorama Pergola és Piano Terra is csak a csak a nyári hónapokban van nyitva (2017-ben március 21-től).
Rendszeresek a különböző gasztronómiai jellegű rendezvények.
A teraszokról jó kilátás nyílik egyrészt a szőlőskertre, másrészt a Kisoldalra, az Óvárosra, az Újvárosra és a kanyargó Moldvára.
Nyitva naponta 11:00–23:00 között.